# Cyclosa teresa
Cyclosa teresa là một loài nhện trong họ Araneidae.
Loài này thuộc chi Cyclosa. Cyclosa teresa được Herbert Walter Levi miêu tả năm 1999.